# プラブムリー

## 概要
プラブムリーはインドネシアのスマトラ島の南スマトラ州の都市。面積は435.10km2、人口は2011年時点で19万3829人。

## 空港
かつては空港が有ったが、現在は使われていない。